# Lerchenborg

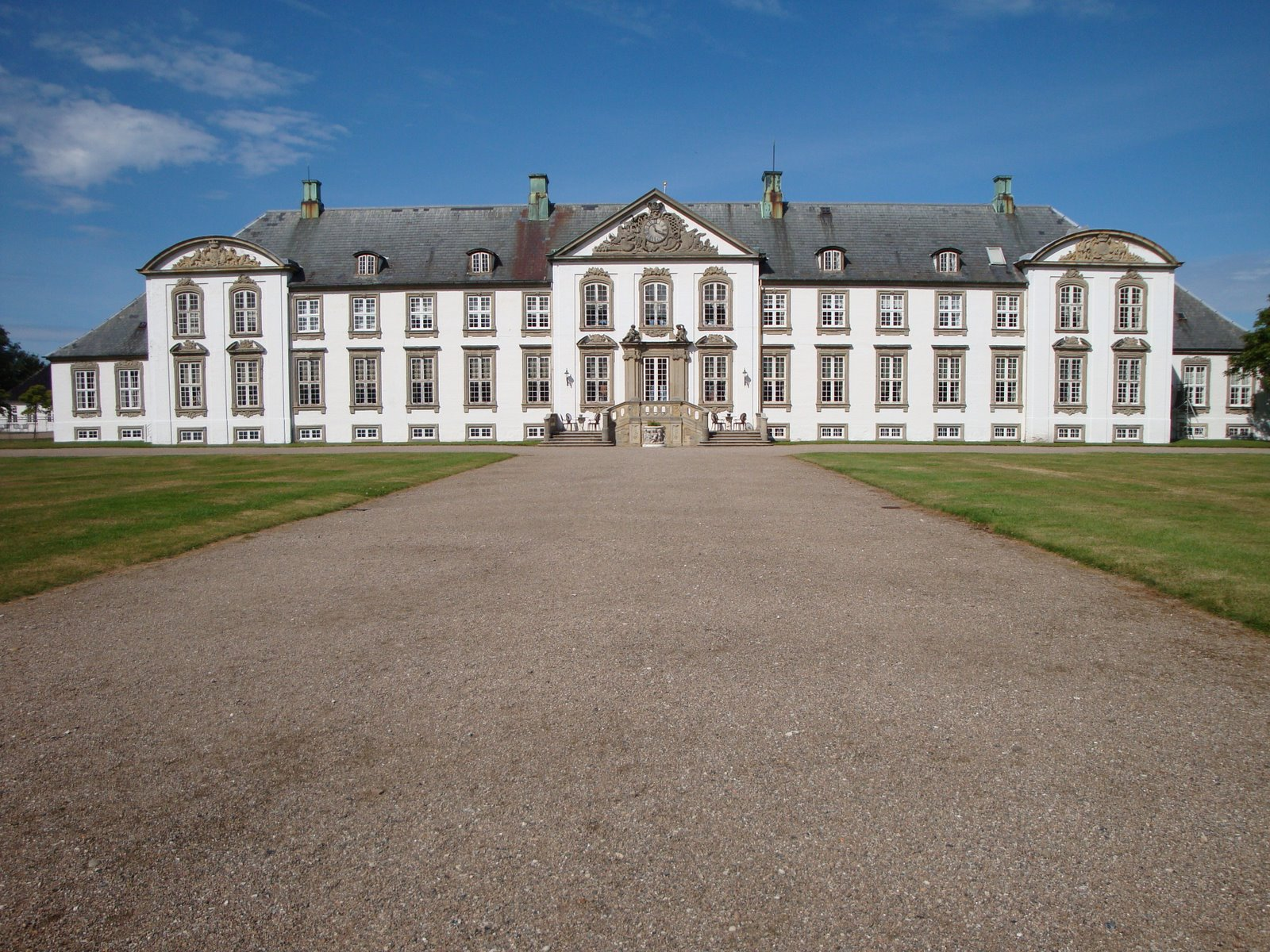
Lerchenborg

Lerchenborg är ett danskt gods och slott i Kalundborgs kommun, söder om Kalundborg.
Godset har sitt namn efter generalen och geheimerådet Christian Lerche, som på 1750-talet lät uppföra det nuvarande slottet och 1755 upprättade stamgodset Lerchenborg. 1818-1923 var Lercheborg grevskap för släkten Lerche.